# فيرجينيا فايل
فيرجينيا فايل (بالإنجليزية: Virginia Vale) هي ممثلة أمريكية، ولدت في 20 مايو 1920 في الولايات المتحدة، وتوفيت في 14 سبتمبر 2006 بلوس أنجلوس في الولايات المتحدة.

## أعمال

### أفلام
- (1938) الإذاعة الكبيرة لعام 1938

## وصلات خارجية
- فيرجينيا فايل على موقع IMDb (الإنجليزية)
- فيرجينيا فايل على موقع قاعدة بيانات الفيلم (الإنجليزية)